# Verjetnostna porazdelitev
Verjetnostna porazdelitev (tudi porazdelitev verjetnosti) je v verjetnostnem računu in statistiki pravilo, ki določa verjetnost, da slučajna spremenljivka zavzame neko vrednost. Porazdelitev verjetnosti opisuje območje, ki ga slučajna spremenljivka lahko zavzame, in verjetnost, da je vrednost spremenljivke v tem območju. To z drugimi besedami pomeni, da je to funkcija, ki povezuje statistični poskus in verjetnost izida tega poskusa.
Verjetnostne porazdelitve so lahko:
- diskretne, kjer lahko spremenljivka zavzame samo določene vrednosti (končno število vrednosti)
- zvezne, kjer lahko spremenljivka zavzame vsako vrednost (neskončno vrednosti)

## Diskretna porazdelitev
Ker je verjetnost, da spremenljivka zavzame neko vrednost, enaka:
{\displaystyle p_{i}\geqslant 0\!\,}
velja:
{\displaystyle \sum _{i=1}^{\infty }p_{i}=1\!\,.}

## Zvezna porazdelitev
Če se s {\displaystyle \mathbf {f(x)} } označi zvezno gostoto verjetnosti za katero za vsak {\displaystyle x\!\,} velja:
{\displaystyle f(x)\geqslant 0,\;\forall x\in \mathbb {R} \!\,,}
potem je:
{\displaystyle \int \limits _{-\infty }^{\infty }f(x)\,\mathrm {d} x=1\!\,.}
To pomeni, da je ploščina pod krivuljo vedno enaka 1 (vsota vseh verjetnosti je 1). 
Velja tudi naslednja zveza med zbirno funkcijo verjetnosti ({\displaystyle \mathbf {F} }) in porazdelitvijo verjetnosti:
{\displaystyle F'(x)=f(x),\;\forall x\in \mathbb {R} \!\,,}
{\displaystyle F(x)=\int \limits _{-\infty }^{x}f(t)\,\mathrm {d} t\!\,.}